# Česká Kamenice (stacja kolejowa)
Česká Kamenice – stacja kolejowa w miejscowości Česká Kamenice, w kraju usteckim, w Czechach. Jest ważnym węzłem kolejowym o znaczeniu regionalnym. Znajduje się na wysokości 320 m n.p.m.
Jest zarządzana przez Správę železnic. Na stacji znajdują się kasy biletowe, na których istnieje możliwość zakupu biletów na wszystkie pociągi w tym międzynarodowe oraz rezerwacji miejsc.

## Linie kolejowe
- 081 Děčín - Rumburk